# Saab

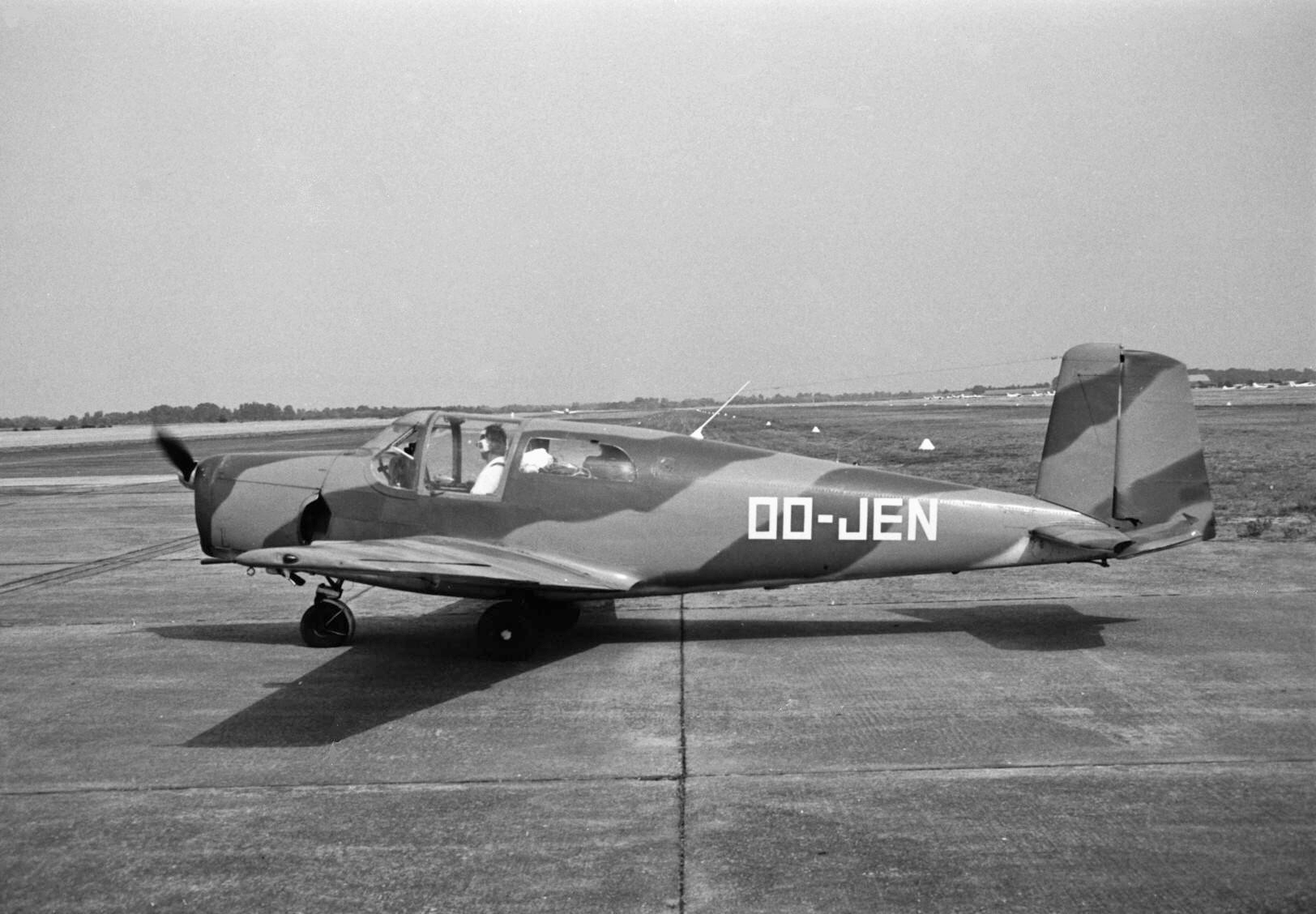
Saab 91A Safir, een van de eerste toestellen van het bedrijf

Saab AB is een Zweedse vliegtuigfabrikant en een fabrikant van militaire systemen.

## Geschiedenis
In 1937 start Svenska Aeroplan Aktiebolaget (SAAB) in Trollhättan als fabrikant van militaire vliegtuigen. Grondleggers waren Bofors en Electrolux. Na de Tweede Wereldoorlog lag de keuze voor het maken van auto's voor de hand. Op 12 december 1949 begon de productie van het eerste model, de Saab 92. Met de in de vliegtuigbouw opgedane expertise op het gebied van de luchtweerstand had Svenska Aeroplan Aktiebolaget hiervoor een goede uitgangspositie. De bedrijfsnaam SAAB werd in 1965 geïntroduceerd. 
In 1969 fuseerde SAAB met de Zweedse vrachtwagenfabrikant Scania en in 1990 werd het bedrijf in twee delen gesplitst: de vliegtuigbouw (Saab) en de autofabrikant (Saab Automobile), de namen worden sindsdien met kleine letters gespeld.
In 1997 besloot het bedrijf de productie van turboprop vliegtuigen voor de commerciële markt te staken. In de drie voorgaande jaren leed SAAB een verlies van zo'n SEK 3 miljard op deze activiteit. In 1944 introduceerde SAAB de Saab 90 en in september 1999 rolde het laatste toestel, een Saab 340, uit de fabriek.
In 2006 werd Ericsson Microwave Systems overgenomen voor SEK 3,8 miljard (ongeveer US$ 520 miljoen). Dit bedrijf maakte radarsystemen en hieruit zijn voortgekomen het luchtradarsysteem Erieye, het grondradarsysteem Giraffe en Arthur, een systeem om de plaats te bepalen waar vijandelijke artillerie staat opgesteld.
In juli 2014 nam Saab de Zweedse werven van ThyssenKrupp Marine Systems over. Hiermee kan Saab meer diensten en technologie leveren aan de Zweedse marine. De overgenomen werven in Malmö, Karlskrona en Muskö gaan verder onder de naam Saab Kockums. Er werken zo’n 850 medewerkers. Belangrijke klanten zijn de marines van Zweden, Australië en Singapore. Saab betaalde hiervoor SEK 340 miljoen.
In december 2017 werden de scheepswerf Dockstavarvet AB en de reparatiewerf Muskövarvet AB overgenomen. Hiermee versterkte Saab zijn positie om producten en diensten te leveren aan de marine. Het zijn twee kleine bedrijven die samen zo'n 80 medewerkers hadden op het moment van de overname.
Saab AB is mede-eigenaar van de Zweedse internationale luchthaven Linköping City Airport.

## Activiteiten
In 2022 behaalde Saab een omzet van SEK 42 miljard. Er zijn vijf bedrijfsonderdelen: Fighter Systems, Advanced Weapon Systems, Sensors, Command and Control Systems en Underwater Systems. Enkele bekende producten zijn het gevechtsvliegtuig Gripen, het lesvliegtuig T-7A, een vliegend, op radar gebaseerd verkennings-, detectie-, commandovoerings-, en communicatiesysteem genaamd Goldeneye,  radarsystemen onder de naam Giraffe, antitankwapens zoals de Carl Gustav en marineschepen. Bij het bedrijf werken 19.000 mensen verdeeld over 30 landen. 
Er staan twee soorten aandelen uit. A-aandelen hebben 10 stemrechten per aandeel en zijn niet beursgenoteerd. De enige aandeelhouder van A-aandelen is Investor AB. De B-aandelen hebben elk een stemrecht en staan genoteerd aan NASDAQ Stockholm beurs.
Zweden is veruit de belangrijkste afnemer en heeft een aandeel van 40% in de totale omzet van 2022, de rest van Europa volgt met een omzetaandeel van een vijfde en Noord Amerika met een tiende. Verder is Azië een belangrijke afzetmarkt. Diverse overheden zijn de grootste afnemers, de afzet van wapens en systemen voor de luchtmacht is met een aandeel van 40% in de omzet het grootst, gevolgd door die voor landstrijdkrachten (26%) en de marine is met een omzetaandeel van 21% het kleinst. Slechts een zeer klein deel van de verkopen gaan naar commerciële partijen.

### Resultaten
| Jaar | Nieuwe orders   | Order- portefuille | Omzet           | Netto- resultaat | Werknemers (in fte) |
| Jaar | (× SEK miljoen) | (× SEK miljoen)    | (× SEK miljoen) | (× SEK miljoen)  | Werknemers (in fte) |
| ---- | --------------- | ------------------ | --------------- | ---------------- | ------------------- |
| 2005 | 17.512          | 42.198             | 19.314          | 1199             | 12.800              |
| 2010 | 26.278          | 41.459             | 24.434          | 454              | 12.500              |
| 2015 | 81.175          | 113.834            | 27.186          | 1402             | 14.519              |
| 2020 | 42.328          | 99.816             | 35.431          | 1092             | 17.985              |
| 2021 | 43.569          | 105.177            | 39.154          | 2025             | 18.001              |
| 2022 | 63.116          | 127.676            | 42.006          | 2283             | 19.121              |
| 2023 | 77.811          | 153.409            | 51.609          | 3443             | 31.610              |
| 2024 | 96.798          | 187.223            | 63.751          | 4210             | 24.523              |

### Vliegtuigen

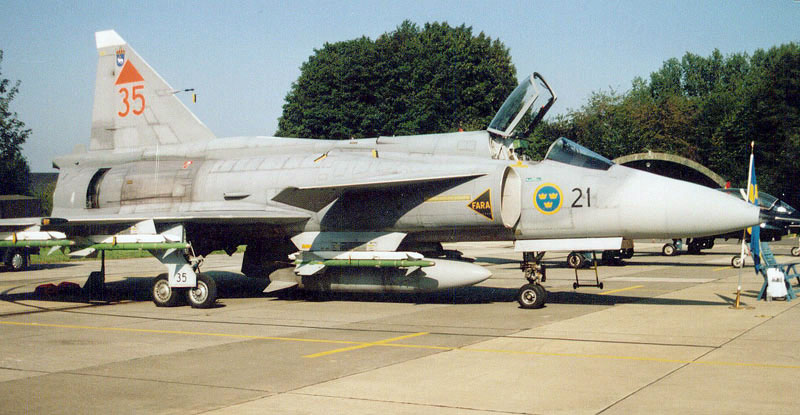
Saab Viggen

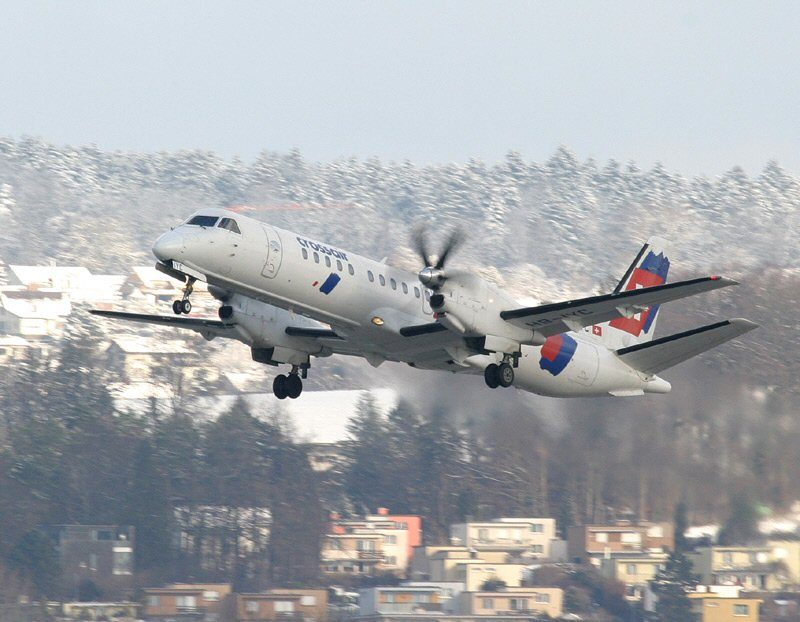
Saab 2000

Saab levert ook onderdelen aan andere vliegtuigbouwers, onder andere Airbus en NHI. De productie omvatte in het verleden zowel militaire als civiele vliegtuigen; later werden uitsluitend militaire toestellen geproduceerd.

#### Militaire vliegtuigen
- Saab 17
- Saab 18
- Saab 21
- Saab 21R
- Saab 29 Tunnan
- Saab 32 Lansen
- Saab 105
- Saab 35 Draken
- Saab 37 Viggen
- Saab 39 Gripen

#### Civiele vliegtuigen
Deze toestellen werden geproduceerd tussen 1944 en 1999.
- Saab 90A Scandia
- Saab 91 Safir
- Saab Safari
- Saab SF-340
- Saab SF-2000

#### Experimentele vliegtuigen
- Saab 201 Experimental Aircraft

- International Standard Name Identifier: 0000 0001 1014 5201
- Library of Congress Control Number: n85160160
- Virtual International Authority File: 134276022